# Вівва
Вівва (ест. Vivva) — село в Естонії, входить до складу волості Орава, повіту Пилвамаа.